# Nagyvárad tér metróállomás
A Nagyvárad tér a budapesti M3-as metróvonal egyik állomása a Népliget és a Semmelweis Klinikák között. Ez volt az M3-as metróvonal déli végállomása 1976. december 31-e és 1980. március 28-a között, valamint a vonal déli szakaszának felújítása idején 2019. április 6-a és 2020. október 22-e között, illetve a középső szakasz felújítása alatt szintén a metró végállomásaként szolgált 2020 novemberétől 2022 májusáig.
Az állomást 1976. december 31-én adták át a M3-as metróvonal első szakaszának részeként.
2022. május 14. és 2023. május 22. között rekonstrukciós munkálatok miatt le volt zárva.

## Jellemzői
Az állomás középperonos kialakítású, kéregvezetésű formában épült, 7,06 méterrel van a felszín alatt. A peronokról három mozgólépcső és két lift vezet fel az Üllői út és a Haller utca–Orczy út kereszteződése alatt lévő aluljáróba.

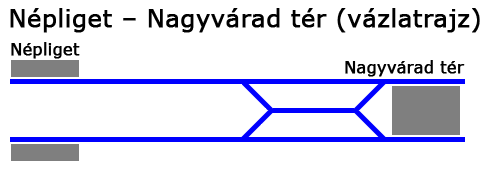
Az M3-as metró Népliget és Nagyvárad tér közötti szakaszának vázlatrajza

Érdekessége, hogy a Kőbánya-Kispest irányú vágány teljes hosszában a rendes menetirányt tekintve egy bal irányú ívben van. A vágányok fölött egy galériaszint található, ahol a felújítás előtt közlekedéssel kapcsolatos képek voltak kiállítva.
Az állomás vágánykapcsolattal is rendelkezik. A Nagyvárad tér és a Népliget között található egy kihúzóvágány, ahol a szerelvények mindkét irányból irányt tudnak váltani.

## Átszállási kapcsolatok
| Nagyvárad tér | 23, 24 281 | Semmelweis Egyetem Nagyvárad Téri Elméleti Tömb (NET), Heim Pál gyermekkórház, Szent István kórház, Szent László kórház, Természettudományi Múzeum, Orczy-kert, Ludovika |

## Galéria

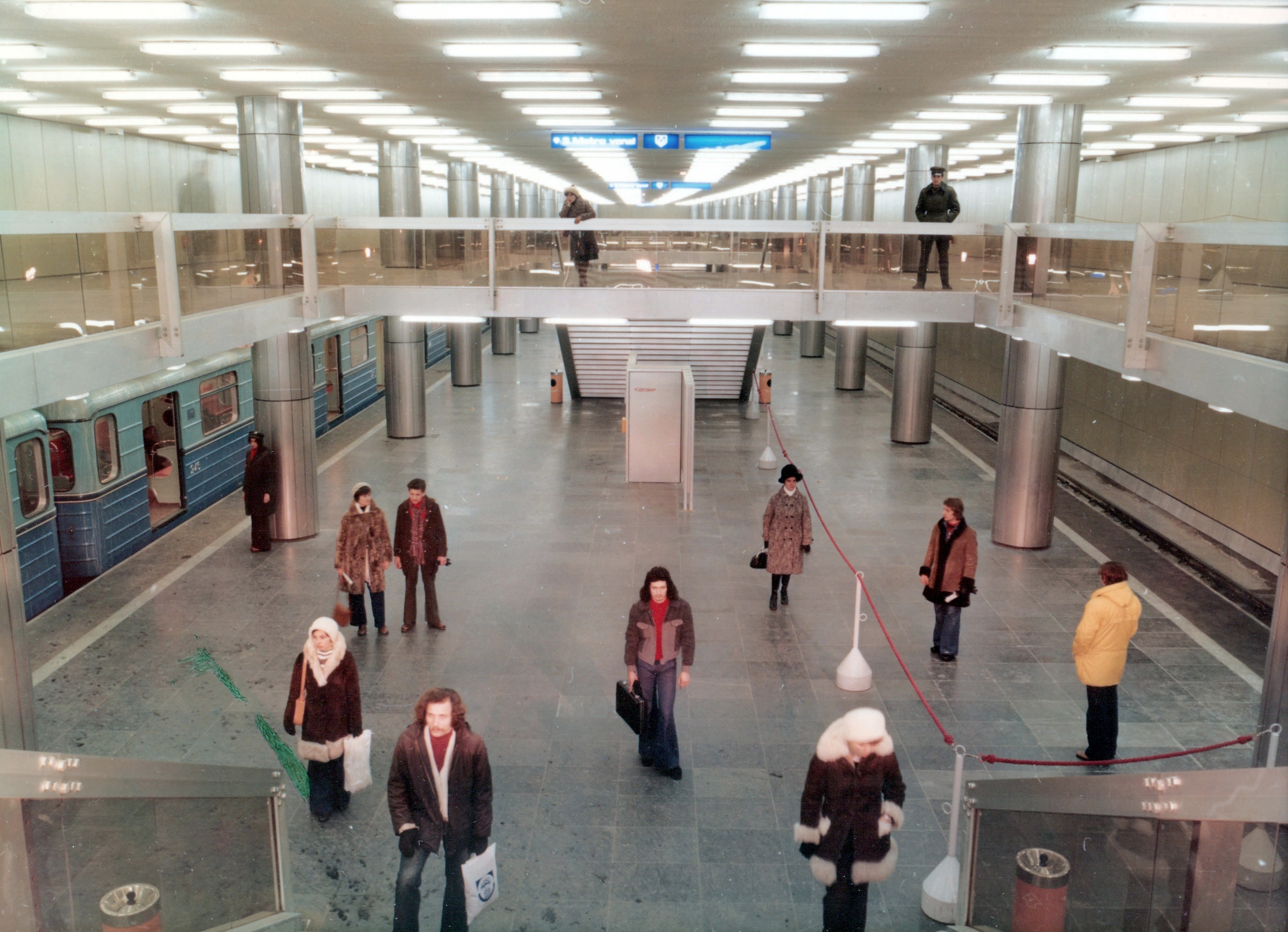
Az átadás után nem sokkal a '70-es években
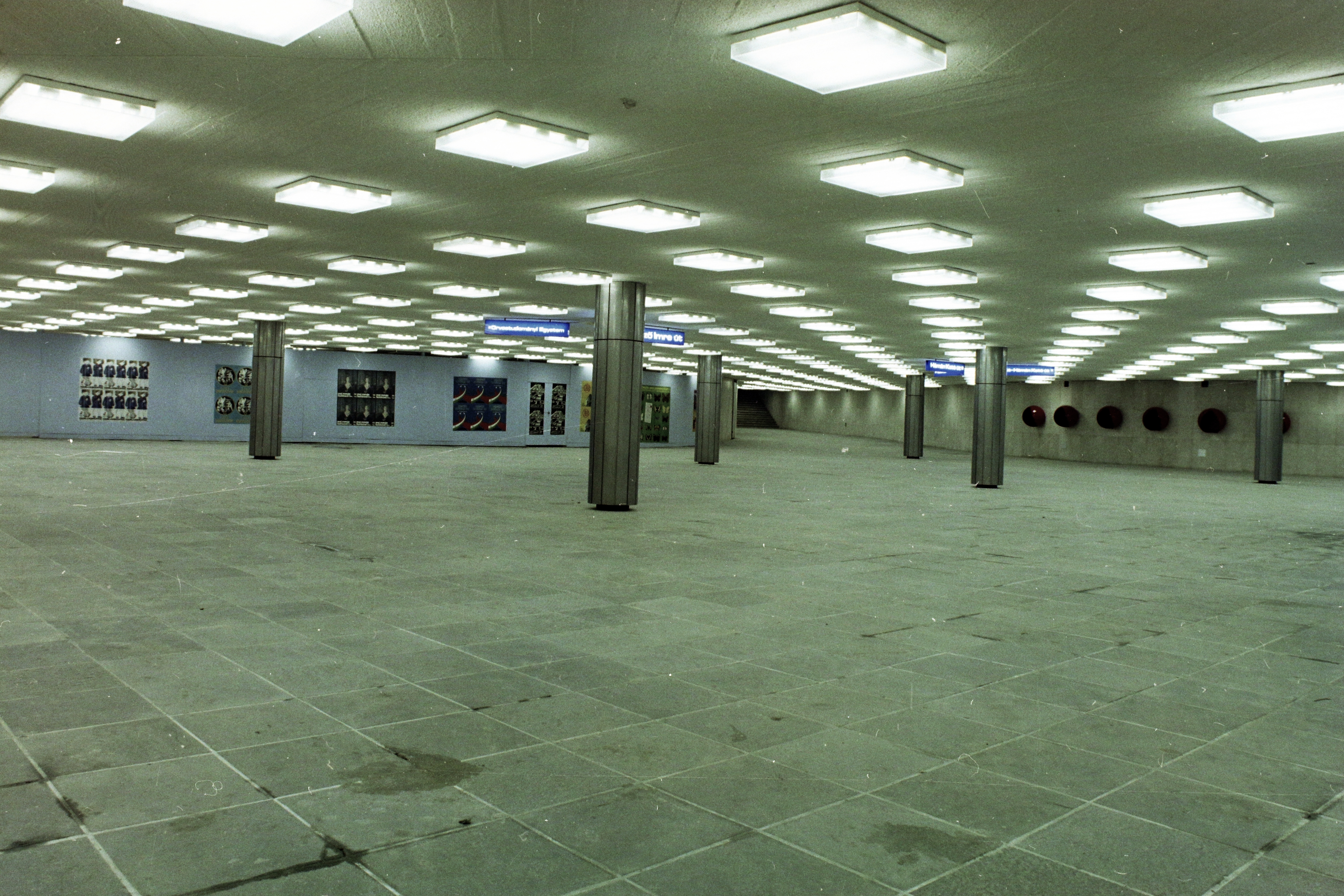
Az aluljáró este, átadás után nem sokkal
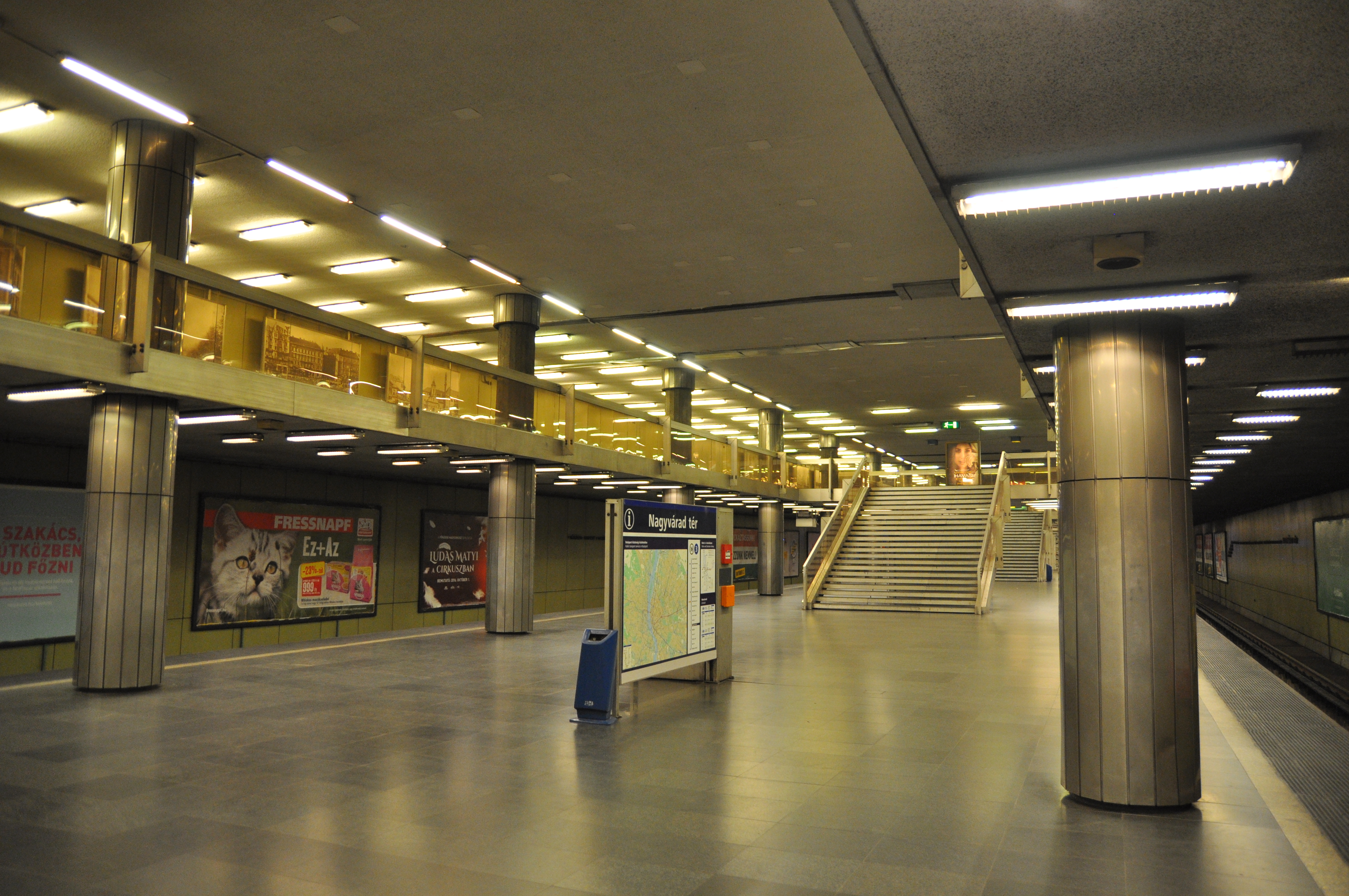
Az állomás peronszintje
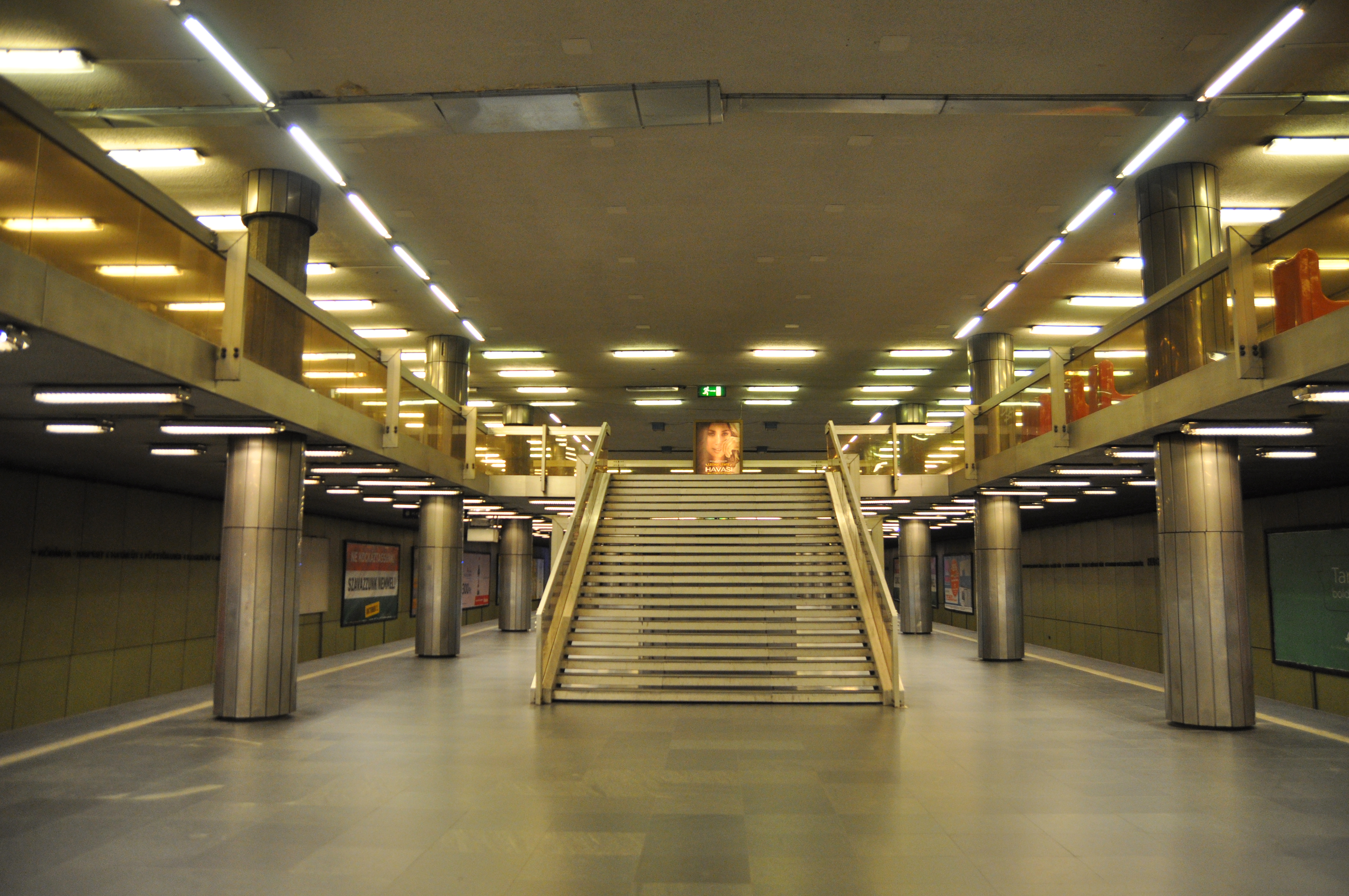
Az aluljárószintről a peronszintre vezető lépcső
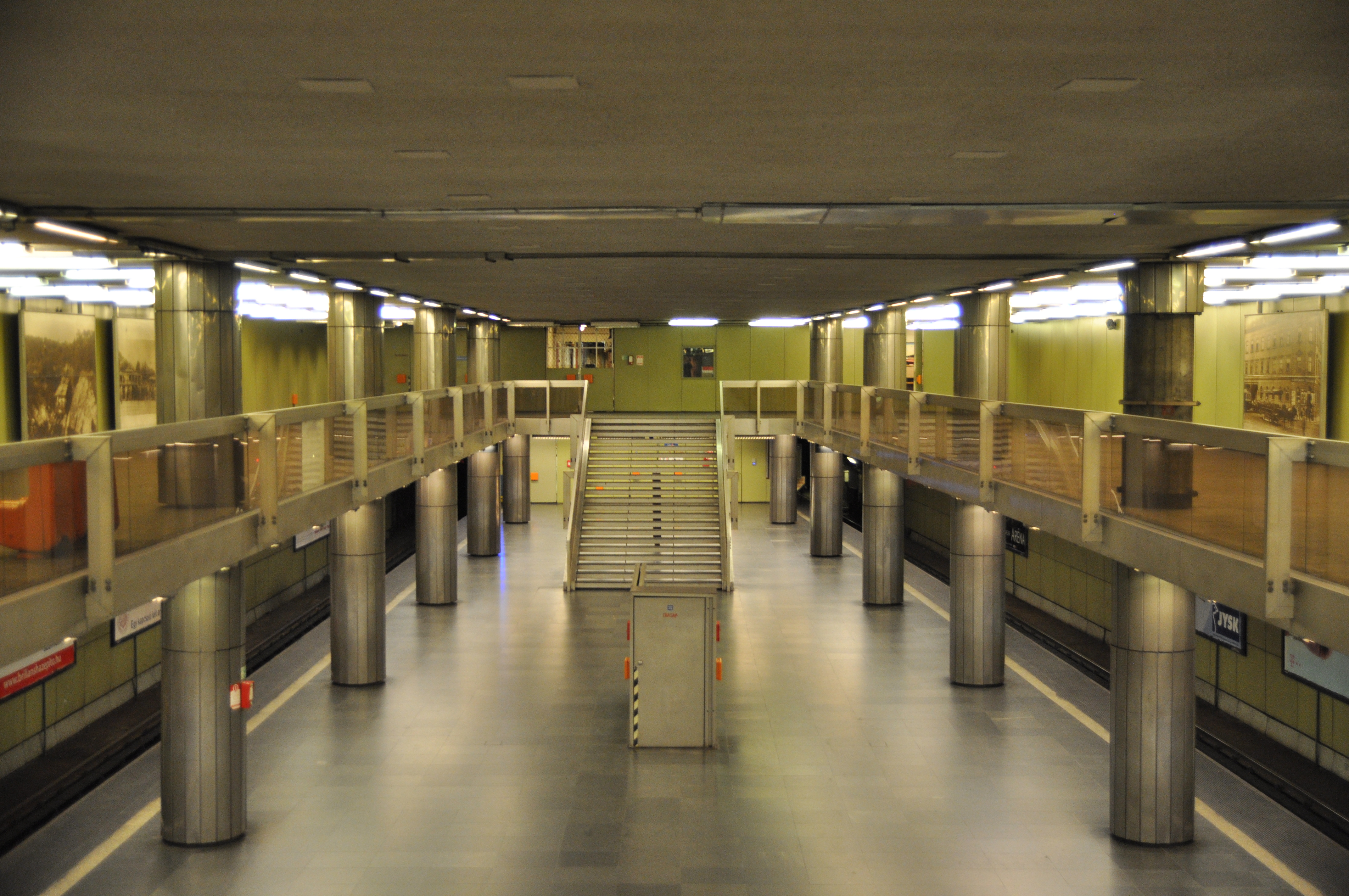
A peronszint az aluljárószintről nézve
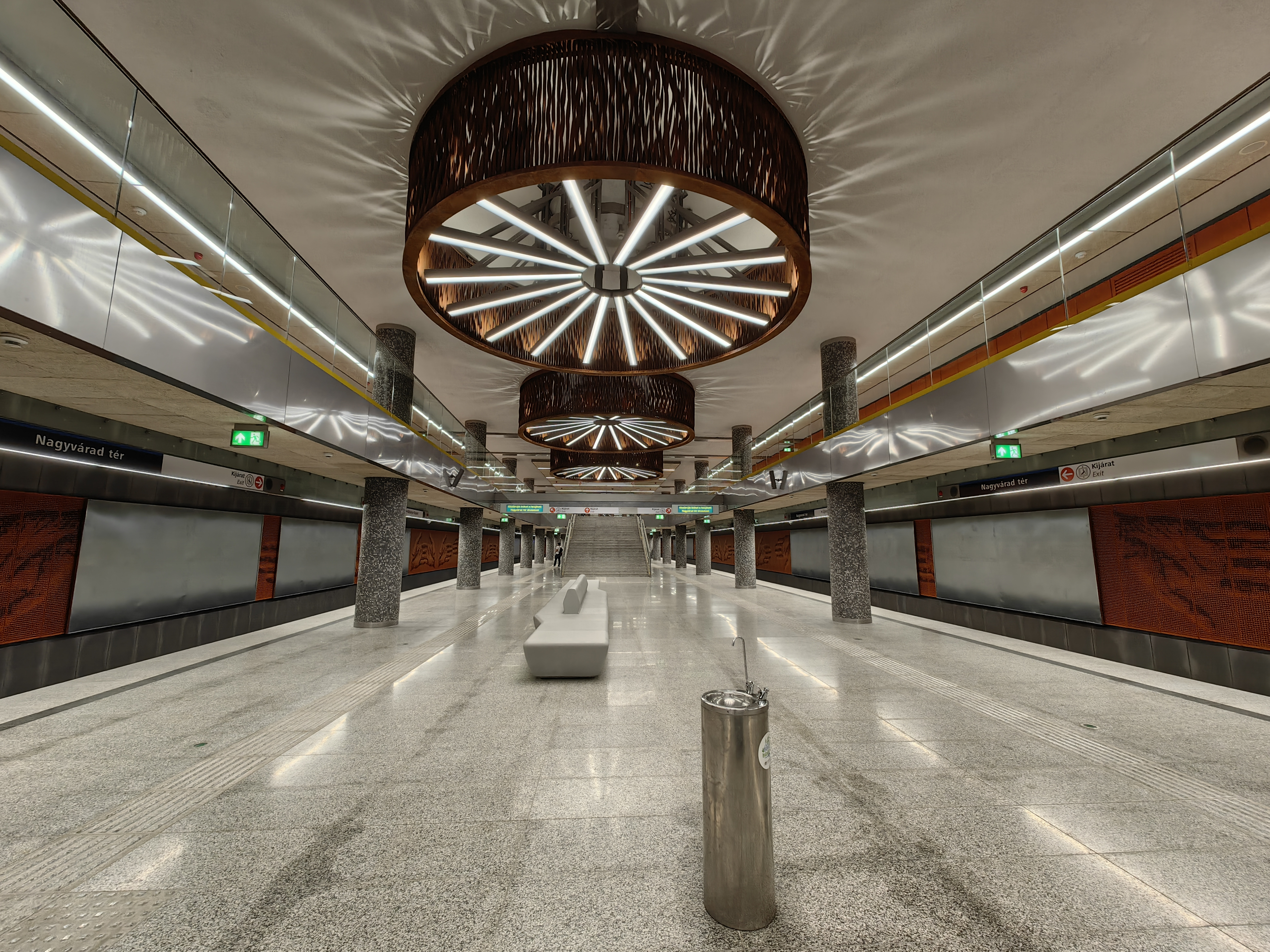
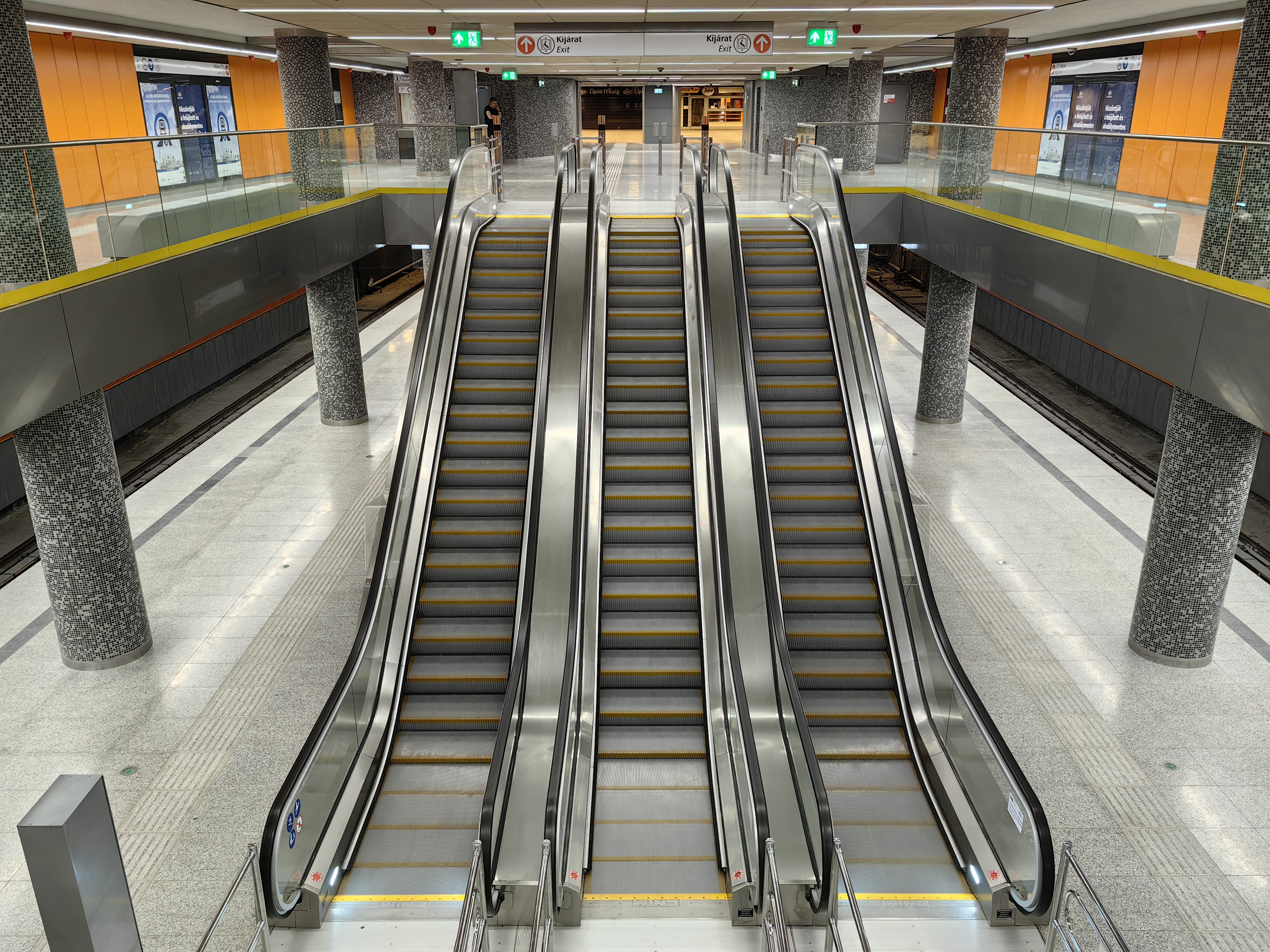
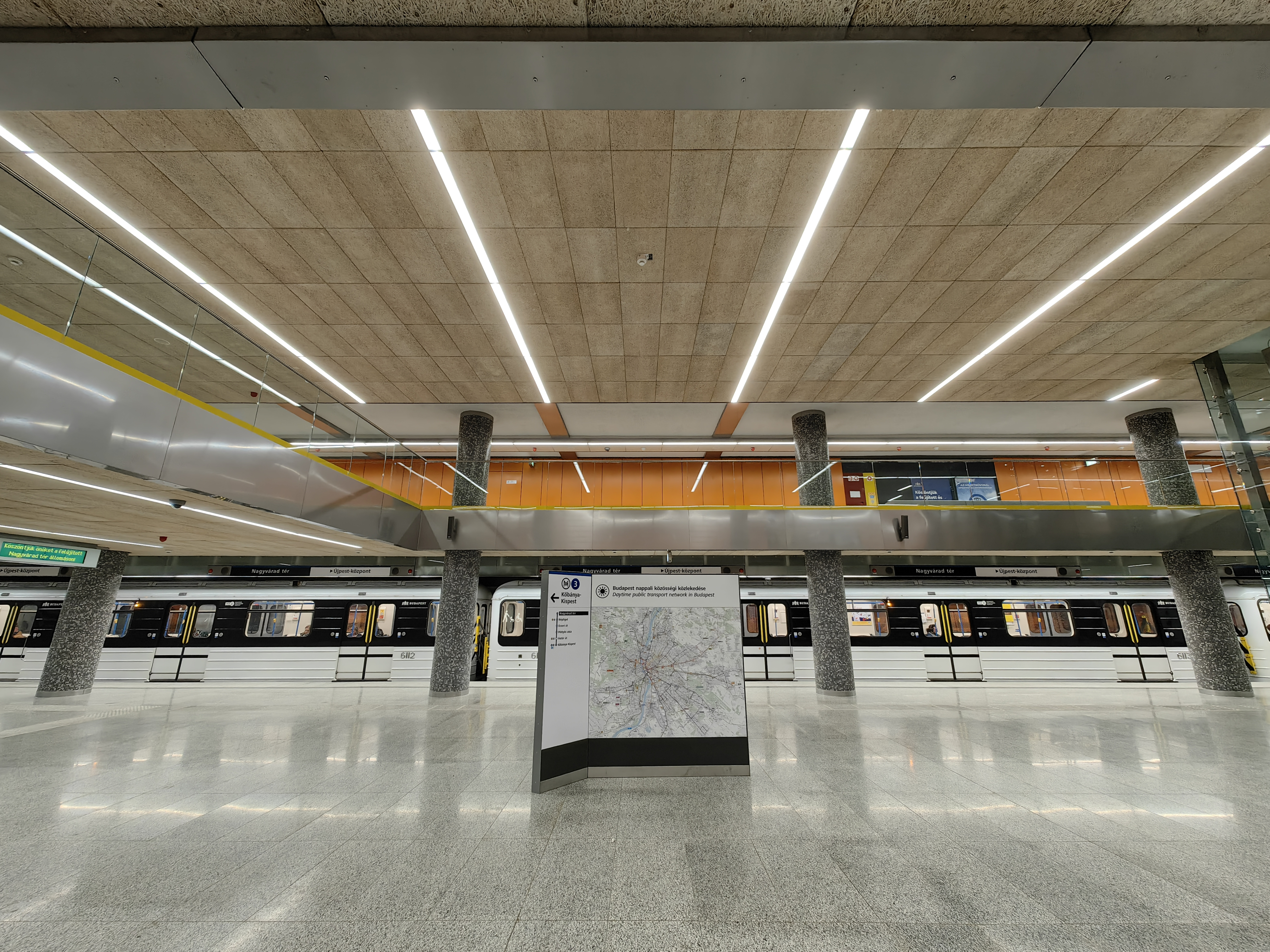
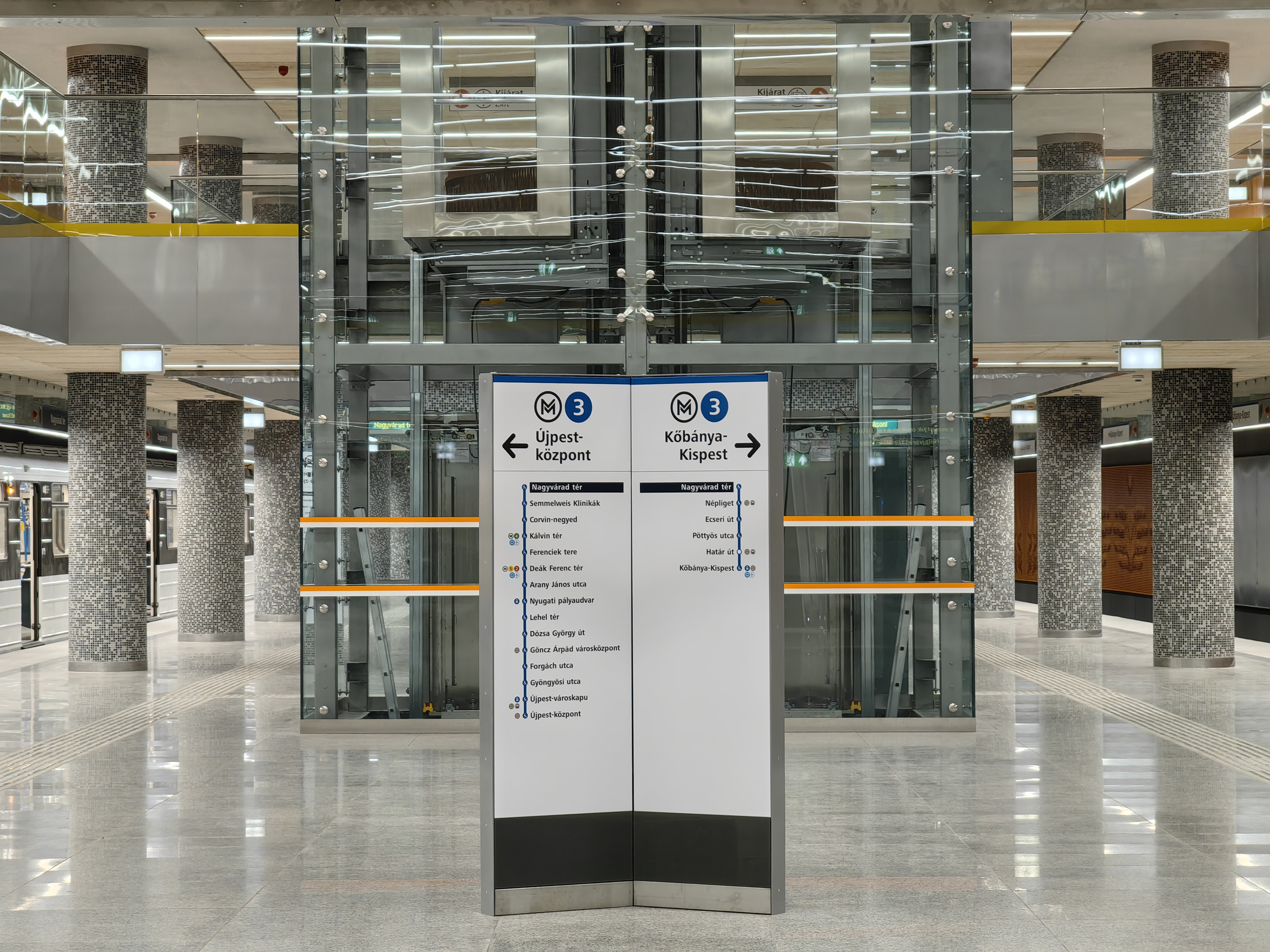
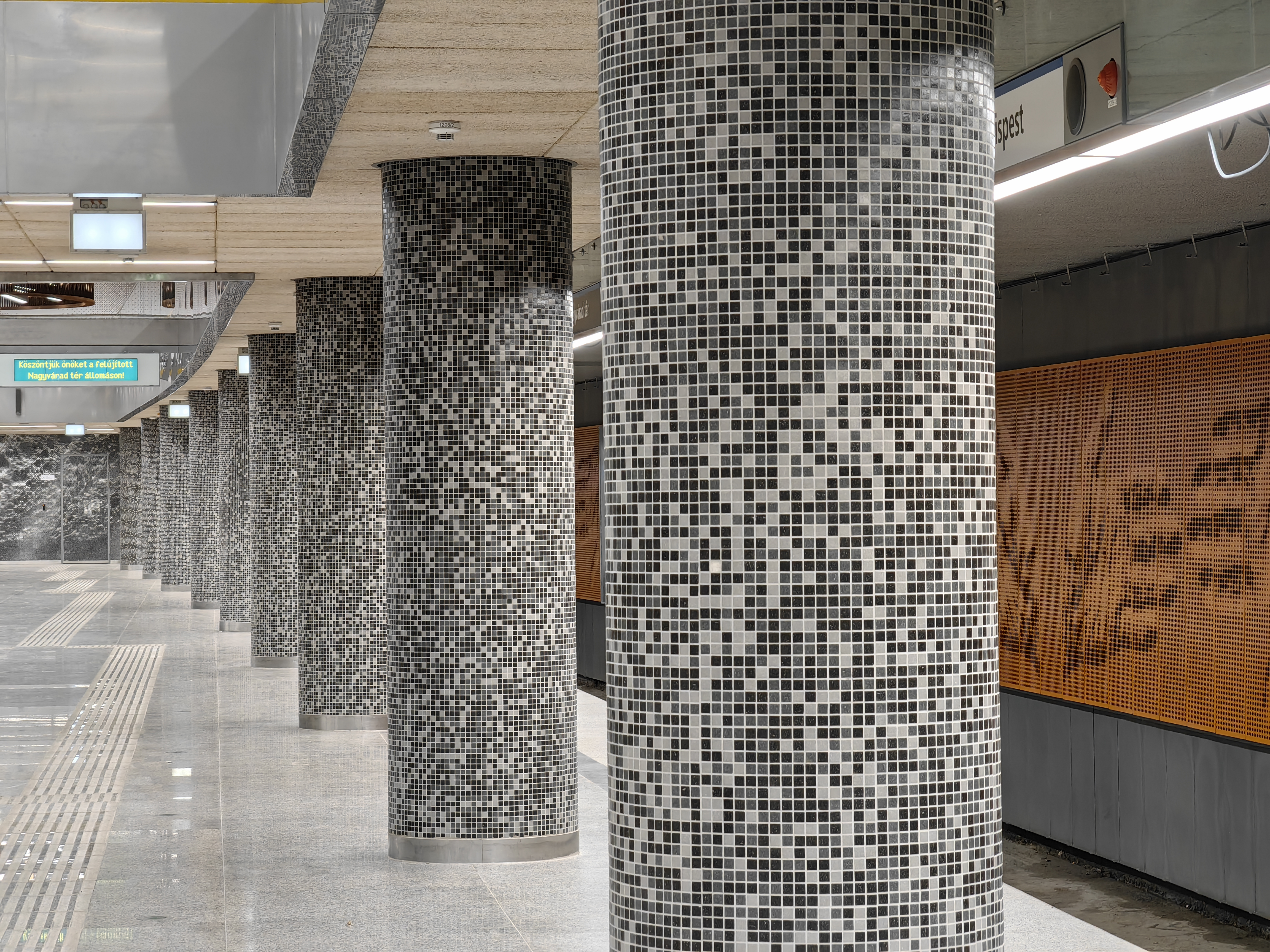